# 克里斯·加農
克里斯·加農（英語：Chris Cannon；1950年10月20日—2024年5月8日）是美国的一位政治人物，他在1997年至2009年期間擔任猶他州第3選舉區的聯邦眾議員，黨籍是共和黨。他是猶他州著名家族加農家族的一員。